# Owe Thörnqvist
Owe Thörnqvist (Karl-Gustav Ove Törnqvist, født 12. marts 1929 i Uppsala) er en svensk sanger, musiker og sangskriver.
Thörnqvist, der stadig (2020) er aktiv som musiker, begyndte sin karriere i 1953 og blev senere i samme årti en af dem, der først lancerede rockmusik i Sverige. Hans stil med et bredt musikalsk præg og mange ordspil er blevet sammenlignet med Povel Ramels.
Blandt mange berømte sange af Thörnqvist kan nævnes "Rumba i Engelska Parken", "Dagny" og "Varm Korv Boogie". I 2016 blev han optaget i Swedish Music Hall of Fame.
Owe Thörnqvist deltog i Melodifestivalen 2017 som den ældste deltager nogensinde i konkurrencen med sit bidrag "Boogieman Blues". Han gik direkte til finalen i underkonkurrence 3, men i finalen kom hans bidrag sidst.

## Biografi

### 1929-1953: De første år
Owe Thörnqvist er søn af producenten Sven Thörnqvist (1904–1972) og Karin, født Sjöberg (1905–1996) og voksede op i distriktet Luthagen. I løbet af sine teenageår praktiserede han boksning og blev blandt andet Uppland junior og distriktsmester. Han tog studerende ved Uppsala Högre Allmäna Läroverk og begyndte først at studere jura ved Uppsala Universitet. I 1957 blev han en filosofikandidat.

### 1953-1965: Gennembrudsårene og introduktionen af rock til Sverige
Owe Thörnqvist, der debuterede som kunstner i 1953 med "Rumba I Engelska Parken" og "Josefsson", begge i hans og Rune Eks revy Bada Med Oss. Han har været aktiv i den svenske musikindustri i over 60 år. I 1950'erne var han en af de første til at lancere rock i Sverige. Sangen "Diverse Julboogie" blev udgivet i 1955, året før kunstnere som Elvis Presley og Bill Haley slog igennem i USA. Thörnqvists sang "Rotmosrock" (1956) var den første skrevet af en svensk kunstner til at bruge ordet "rock" i en sangtitel.
Owe Thörnqvists stil er blevet sammenlignet med Povel Ramels med henvisninger til ordspil såvel som hans brede musikalske talenter og lange revikarriere; Ramel har hævdet, at han og Thörnqvist var de første til at introducere calypso i Sverige.
Owe Thörnqvists stenaldersvals "Wilma!" fra 1962 var 1963 med i en episode af tegneserieserien Familien Flintstone. Det amerikanske firma bag serien, Hanna-Barbera, begyndte først at true med en retssag, fordi han brugte Fred Flintstones udtryk "Yabba dabba doo". Konflikten blev dog løst, og sangen blev i stedet inkluderet i tv-serien.
Efter en hændelse i Pålsboda Folkpark i 1965, hvor Thörnqvist slog en beruset person, der forstyrrede showet, blev Owe Thörnqvist boykottet af medierne og folkeparkerne. Thörnqvist flyttede til Spanien, hvor han boede i mange år.

### 1970-i dag: Comeback og Melodifestivalen
I 1970'erne lavede Thörnqvist en comeback, først med pubshowet på Bacchi Wapen 1976 i Stockholm og senere med albummet Blommor Och Eterneller 1979 (han blev halvtreds samme år). Thörnqvist er siden vendt tilbage med jævne mellemrum: 1985 med 30-års jubilæum på Restaurang Cabarét, 1990 med en boks indeholdende 12 LP'er, 2005 med en ny CD og koncertrunde og 2009, hvor en jubilæumsboks med otte CD'er og en DVD blev frigivet. I 2009, 80 år gammel, lavede Thörnqvist en anerkendt farveloptræden i sin lange karriere på Scalateatern i Stockholm med Mr. Boogieman - Tack Och Hej.
Owe Thörnqvist deltog i Melodifestivalen 2017 med sangen "Boogieman Blues" og blev dermed med god margin den ældste deltager nogensinde. Han kom til finalen efter at have konkurreret i den tredje runde.

## Danske optagelser
Sangene "Loppan" og "Varm Korv Boogie" findes optagne på dansk af Owe Thörnqvist, som er med på boksen Boogieman. Då ved navn "Loppen" og "Varm Pølse Boggie".

## Diskografi

### Singler
- 1955 - Julen Den Är Här / Diverse Julboogie
- 1955 - Rumba I Engelska Parken / Josefsson
- 1956 - Titta, Titta / Marianne
- 1956 - Rotmos Rock / Diverse Julboogie
- 1956 - På Festplatsen / Anders & Brita
- 1956 - Hör Ni Ni Ni! / Jag Har Inte Några Pängar
- 1957 - Anders & Brita / Marianne / Rumba I Engelska Parken / Rotmos Rock
- 1957 - Albin Och Pia / Auktionsrock / Korvblues / Nam-Nam
- 1957 - Albin Och Pia / Auktionsrock
- 1957 - På Festplatsen / Diverse Julboogie / Titta, Titta / Josefsson
- 1957 - Liten Gröt-Rock / Ett Litet Rött Paket / Icke Sa' Nicke / Dagboken
- 1958 - Dagny / Hjälp!
- 1958 - Dagny / Hjälp! / Herr Jonssons Irrfäder / Miss Hambo
- 1958 - Herr Jonssons Irrfäder / Miss Hambo
- 1959 - Svartbäckens Ros / Varm Korv Boogie / Gun Från Dragarbrunn / Skvättholmavalsen
- 1959 - Ajajaj-Ojojoj (med Lill-Babs) / Hemma
- 1959 - Anna-Maria / Anna Kaffepanna / Betty I Fagerlund / Lasse I Backen
- 1959 - Skvättholmavalsen / Gun Från Dragarbrunn
- 1959 - Gun Fra Haugesund (Optagelse på norsk) / Varm Pølse Boogie (Optagelse på norsk)
- 1959 - Anna-Marie / Anna Kaffepanna
- 1959 - Lasse I Backen / Betty Fagerlund
- 1960 - Loppan / Hjalmar Bergström / Hårda Bud / Vänervisa
- 1960 - Loppan / Hjalmar Bergström
- 1960 - Loppen (Optagelse på dansk) / Varm Pølse Boogie (Optagelse på dansk)
- 1961 - Per Olsson / Ösa Sand / Alla Barn I Början Cha-Cha-Cha / Tango På Djurgården
- 1961 - Alptoppens Ros / Vad Har Du Gjort Med Mej? / Tivolivisa / Silver Sand Merengue
- 1961 - Alptoppens Ros / Tomten Lars
- 1961 - Per Olsson / Ösa Sand
- 1962 - Wilma! (Nya Stenåldersvalsen) / I Går / Vårens Första Dag / Femton År
- 1962 - Es Liegt Nur An Dir (Bara Kyssar) / Weisst Du Noch (Lille Mama) (med Anita Lindblom)
- 1962 - Wilma! (Nya Stenåldersvalsen) / I Går
- 1962 - Bossa Catarina / När Min Vän Bossa Novar / Betty Kvist / Jaguar Sport
- 1962 - Bossa Catarina / När Min Vän Bossa Novar
- 1962 - Wilma / Alfred og Pia (dansk udgave)
- 1962 - Wilma / Alfred og Pia (norsk udgave)
- 1963 - The Long Cool Song / Frufridagen / Gullebarn / Malena-Malou
- 1963 - Wilma (amerikansk udgave)
- 1963 - Torsten På Skorsten / Kjell Och Anna-Bell
- 1963 - The Long Cool Song / Frufridagen
- 1963 - Malena-Malou / Gullebarn
- 1963 - Lula Lej / Flip Time / Torsten På Skorsten / Kjell Och Anna-Bell
- 1963 - Lula Lej / Flip Time
- 1964 - Lilla Mamma / Emelie Kröger
- 1964 - Födelsedagen / Kära Klas
- 1965 - Ur "Adam & Eva" Och "Jojatackarja" Från Hamburger Börs Och Berns
- 1965 - Karl Petter Persson / Födelsedagen / Lilla Mamma / Emelie Kröger
- 1967 - En Titt I Din Spegel / Lolita / Problem / Fröken Anderssons Vittnesbörd
- 1979 - Blommande Musik / Svartbäckens Ros
- 1979 - Blommor / Svartbäckens Ros

### Album
- 1964 - Adam Och Eva (med Lill Lindfors)
- 1965 - Jojatackarja (med Lill Lindfors)
- 1979 - Med Blommor Och Eterneller
- 1981 - Sverigebesöket
- 1986 - Live
- 1999 - Jubileumsmix 99
- 2005 - Recovered

### Opsamlingsalbum
- 1959 - 14 x Owe
- 1964 - Owe Thörnqvists Bästa
- 1966 - Owe Thörnqvist
- 1970 - Owe Thörnqvist
- 1971 - Owe Thörnqvist
- 1990 - En Box Owe
- 1992 - Från Rock'n'roll Till Twist
- 1994 - 27 Singlar Som Slog
- 1995 - Yabba Dabba Doo
- 1999 - Jubileumsmix 99
- 2001 - Guldkorn
- 2004 - Nu - Då - Alltid
- 2009 - Boogieman
- 2017 - Det Bästa Med Owe Thörnqvist - Knock & Roll
- 2019 - Owe 90